# Linia kolejowa nr 412
Linia kolejowa nr 412 – linia kolejowa łącząca Krzyż Wielkopolski w woj. wielkopolskim oraz Człopę i  Wałcz w woj. zachodniopomorskim.
Całkowita długość trasy to 60,791 km. Pierwszy odcinek linii z Krzyża do Człopy otwarto w 1899 roku, kolejny z Człopy do Wałcza w 1904. W latach 1980/1981 przejazd pociągu pasażerskiego na całym odcinku trwał 2h40min co dawało średnio 25km/h. Dalsza degradacja torowiska doprowadziła do zamknięcia odcinka Wałcz – Człopa w sierpniu 1988. W latach 1990/1992 na pozostałym odcinku prędkość wynosiła ok. 17,5 km/h. Kolejne obniżenia prędkości szlakowej oraz rozwijający się ruch samochodowy doprowadziły do zamknięcia linii dla ruchu pasażerskiego w lipcu 1991 roku. Ruch towarowy zamarł całkowicie w 2000 roku. Decyzją zarządcy PKP PLK w 2002 roku linia została wykreślona z wykazu D-29. Linia została całkowicie rozebrana w 2016 roku. W Człopie istnieje nadal budynek stacyjny, a wiaty m.in. w Hucie Szklanej i Kuźnicy Żelichowskiej. W 2009 roku na odcinku Krzyż – Lubcz Mały (Huta Szklana) powrócił pociąg towarowy jako zdawka dla firmy Tombet.